# Ибараки (город)
Ибара́ки (яп. 茨木市 Ибараки-си) — особый город в Японии, находящийся в префектуре Осака. Площадь города составляет 76,52 км², население — 279 028 человек (1 августа 2014), плотность населения — 3646,47 чел./км².

## Географическое положение
Город расположен на острове Хонсю в префектуре Осака региона Кинки. С ним граничат города Суйта, Такацуки, Миноо, Сеццу и посёлок Тоёно.

## Население
Население города составляет 279 028 человек (1 августа 2014), а плотность — 3646,47 чел./км². Изменение численности населения с 1980 по 2005 годы:
| 1980 | 234 062 чел. |  |
| 1985 | 250 463 чел. |  |
| 1990 | 254 078 чел. |  |
| 1995 | 258 233 чел. |  |
| 2000 | 260 648 чел. |  |
| 2005 | 267 961 чел. |  |

## Символика
Деревом города считается вечнозелёный дуб, цветком — роза.